# Raismes
Raismes és un municipi francès, situat a la regió dels Alts de França, al departament del Nord. L'any 2006 tenia 13.484 habitants. Limita al nord amb Saint-Amand-les-Eaux, al nord-est amb Bruille-Saint-Amand, a l'est amb Escautpont, al sud-est amb Bruay-sur-l'Escaut, al sud amb Petite-Forêt i Beuvrages, al sud-oest amb Hérin i Aubry-du-Hainaut, i a l'oest amb Hasnon i Wallers.

## Demografia
| 1962                                       | 1968   | 1975   | 1982   | 1990   | 1999   | 2006   |
| ------------------------------------------ | ------ | ------ | ------ | ------ | ------ | ------ |
| 17.977                                     | 18.358 | 16.573 | 15.606 | 14.099 | 13.699 | 13.484 |
| Des de 1962: població sense dobles comptes |        |        |        |        |        |        |

## Administració
| Període | Identitat | Partit |
| ------- | --------- | ------ |
| 2001-   | René Cher | PCF    |